# Simó de Montcada i de Cervera
Simó de Montcada i de Cervera (mort en 1292) fou senescal de Barcelona
Fill del senescal de Barcelona Ramon de Montcada i d'Aragó, lluità en la Croada contra la Corona d'Aragó i lluità contra Bernat Guillem d'Entença en 1290. Es casà el 1277 amb una filla de Pero II Martínez de Luna i en 1290 amb Berenguera d'Anglesola, filla de Berenguer III d’Anglesola, senyor de la baronia d’Anglesola. Jaume el Just, considerant el seu llinatge no prou digne, a la seva mort conferí el càrrec de senescal al seu cosí Pere II Ramon de Montcada i d'Abarca.